# Zanthoxylum nitidum
Zanthoxylum nitidum är en vinruteväxtart som först beskrevs av William Roxburgh, och fick sitt nu gällande namn av Dc.. Zanthoxylum nitidum ingår i släktet Zanthoxylum och familjen vinruteväxter. Utöver nominatformen finns också underarten Z. n. tomentosum.